# دورف آندر پرام
دورف آندر پرام (به آلمانی: Dorf an der Pram) یک منطقهٔ مسکونی در اتریش است که در ناحیه شاردینگ واقع شده‌است. دورف آندر پرام ۱۳ کیلومتر مربع مساحت دارد ۳۹۵ متر بالاتر از سطح دریا واقع شده‌است.